# Fotografia d'estudi

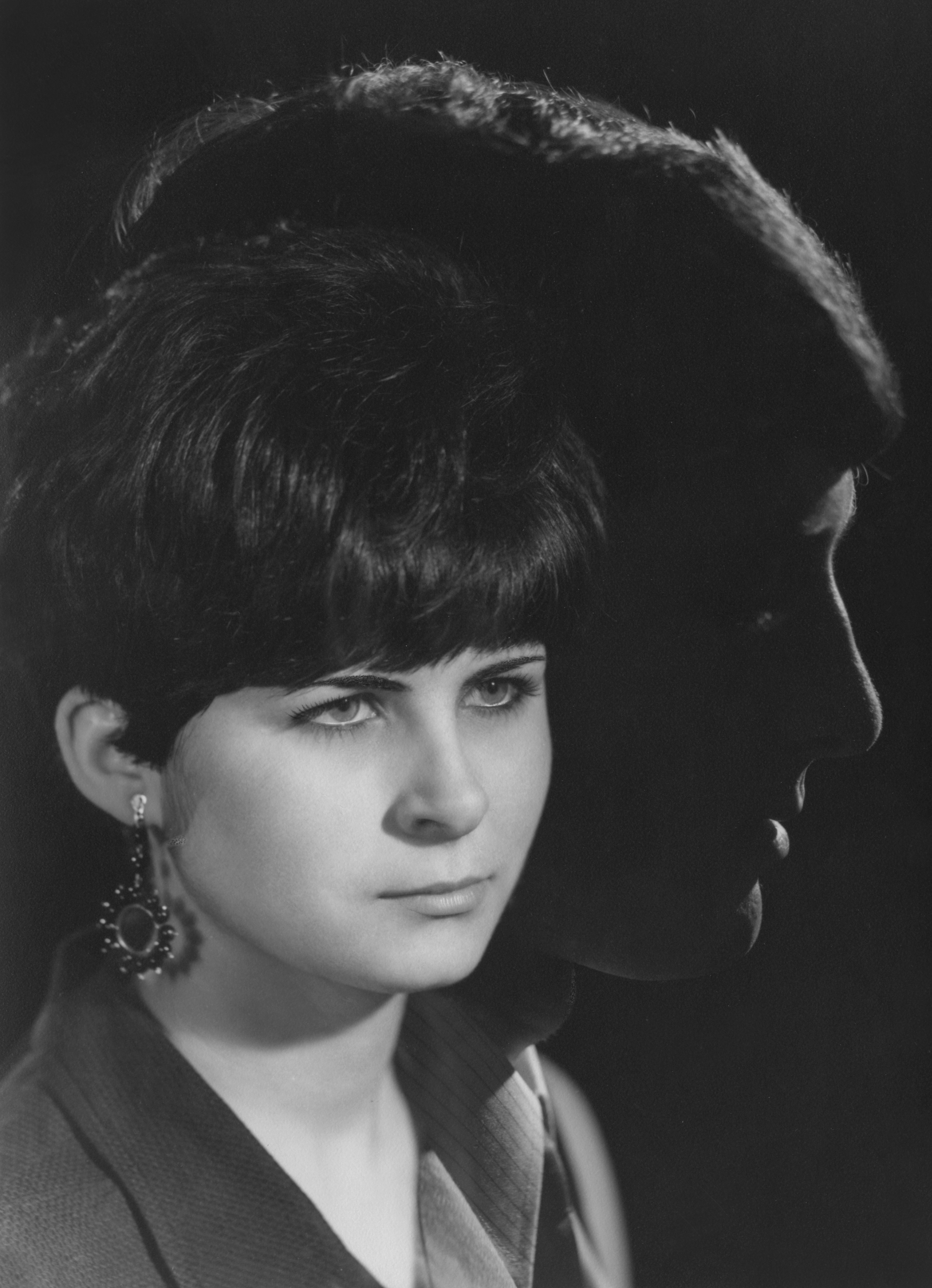
Exemple de fotografia d'estudi.

La fotografia d’estudi és un tipus de tècnica fotogràfica molt practicada. Aquesta consisteix a fer fotografies dins d’un estudi (gairebé sempre amb il·luminació artificial) en el que cada element està completament controlat, ja que l'estudi ha d’estar el més aïllat de l'exterior com sigui possible.

## Característiques
D’entrada, un factor important de la fotografia d’estudi és l'elecció dels flaixos. En funció de les necessitats de la sessió s'ha de saber quin és el flaix adequat i a més saber-lo utilitzar. Un altre element molt present en aquest tipus de fotografia és la llei de l'invers del quadrat; aquest concepte està molt present i és molt recomanat treballar amb ell.

### Ús de lent fixa
Tot i els arguments a favor d’utilitzar lents de zoom a l'estudi, sempre que sigui possible, és recomanable utilitzar lents fixes. Aquestes tendeixen a aconseguir un millor enfocament i les imatges resultants són de més bona qualitat.
L’objectiu més comú que s'utilitza per fer retrats és aproximadament entre 80mm i 200mm. Els fotògrafs que utilitzen càmeres full-frame tendeixen a preferir lents com el 85mm f/1.2 i 135mm f/2, mentre que els fotògrafs que utilitzen càmeres amb sensor retallat tendeixen a preferir l'50mm f/1.2 o f/1.4.

### Ús de fotòmetre
Tot i que el fotòmetre inclòs a la càmera és de gran ajut, no té en compte configuracions amb diverses llums, ni pot ajudar a obtenir l'exposició perfecta al primer tret, ni exposar correctament els llums dels cabells o els llums de fons. És per aquest motiu que l’ús d’un fotòmetre és molt recomanat.
I és que la il·luminació d'estudi és molt difícil sense l'ús d'un fotòmetre.